# Lecanora subumbrina
Lecanora subumbrina är en lavart som beskrevs av Müll. Arg. Lecanora subumbrina ingår i släktet Lecanora och familjen Lecanoraceae.   Inga underarter finns listade i Catalogue of Life.